# Basilika der Unbefleckten Empfängnis (Batangas City)

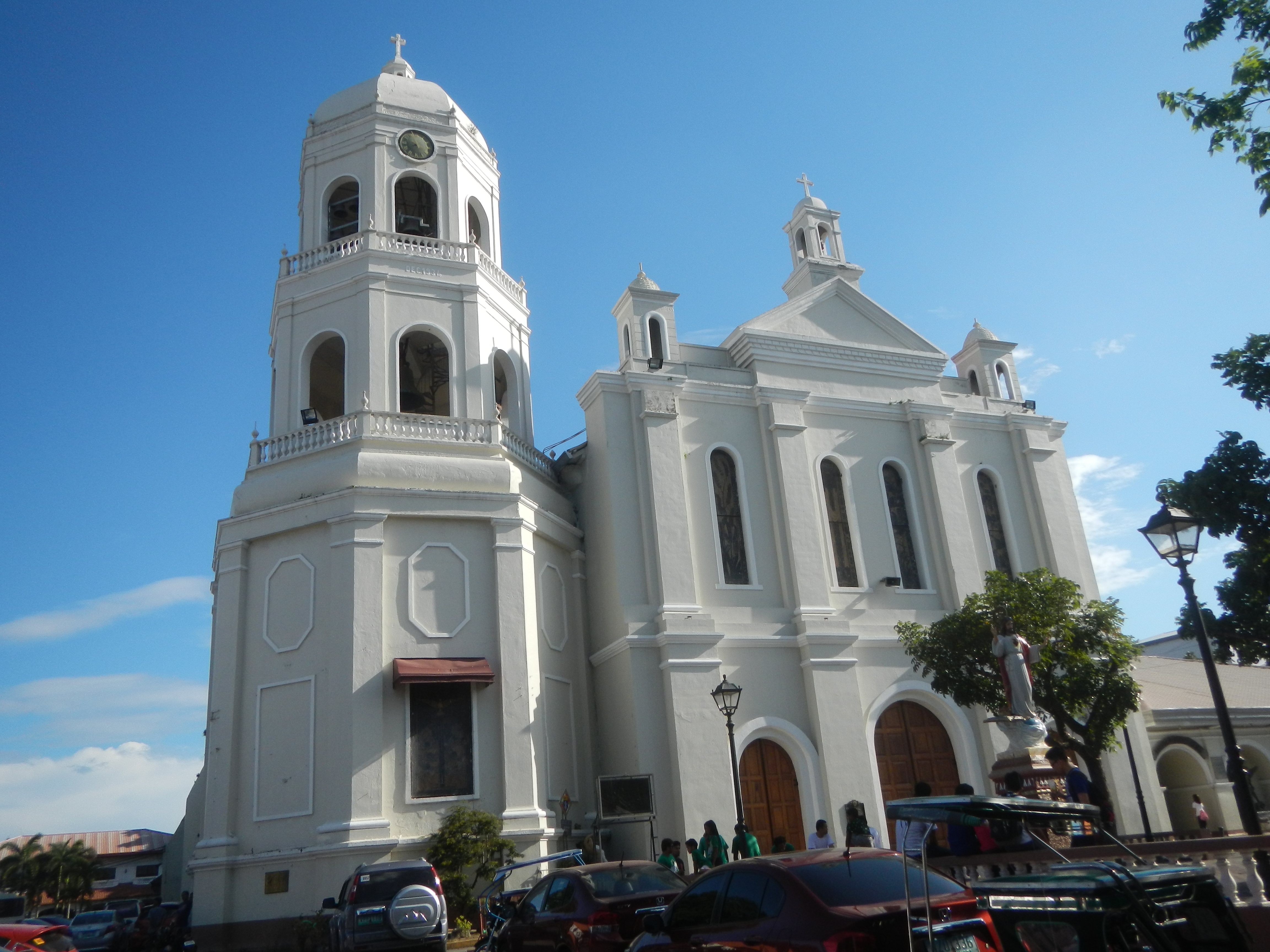
Restaurierte Basilika (2018)

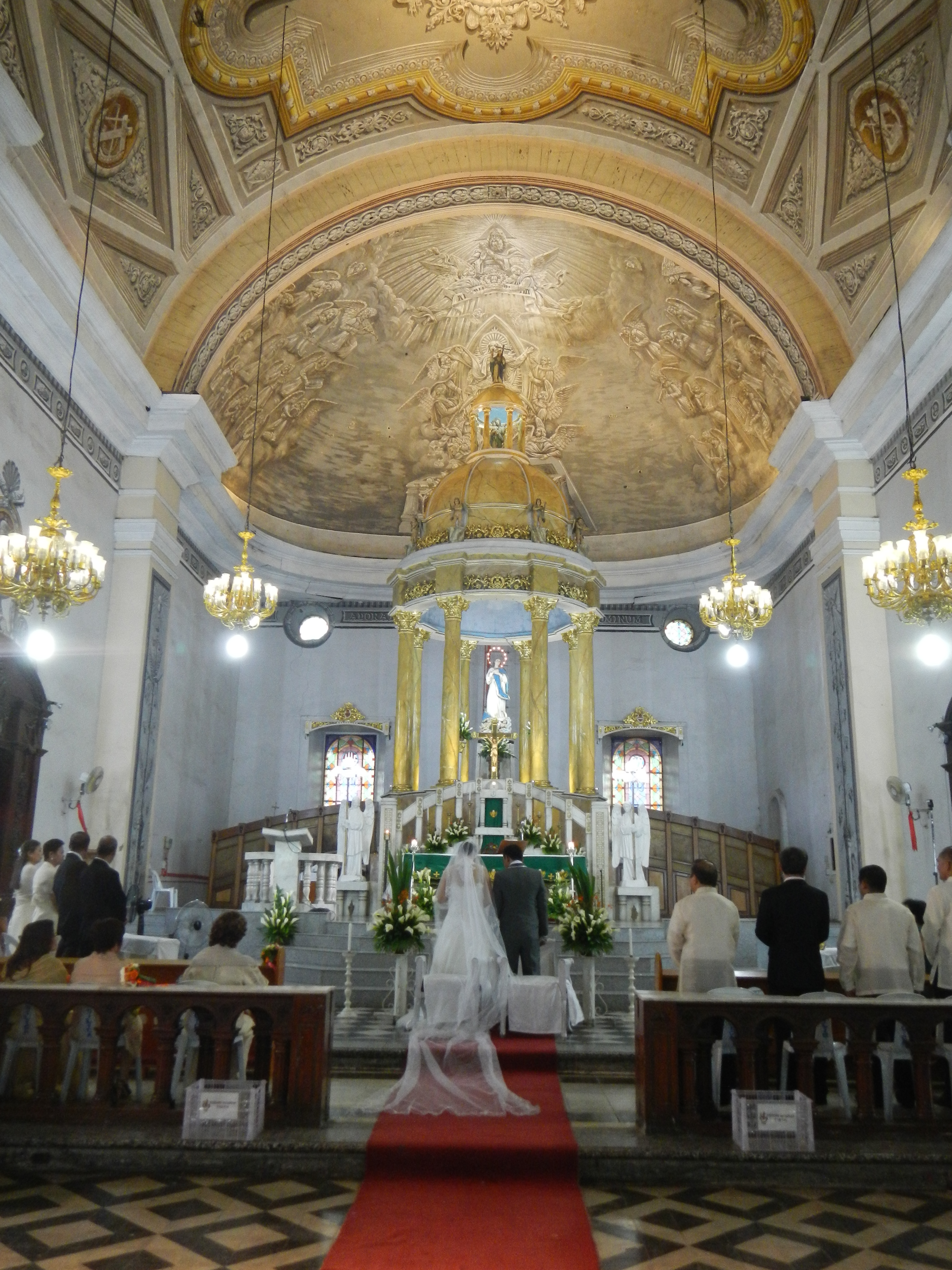
Innenraum der Basilika

Die Basilika der Unbefleckten Empfängnis (englisch Minor Basilica of the Immaculate Conception) ist eine römisch-katholische Kirche in Batangas City auf der Insel Luzon der Philippinen. Die Kirche im Erzbistum Lipa mit dem Patrozinium der Unbefleckten Empfängnis trägt den Titel einer Basilica minor.

## Vorgängerkirchen

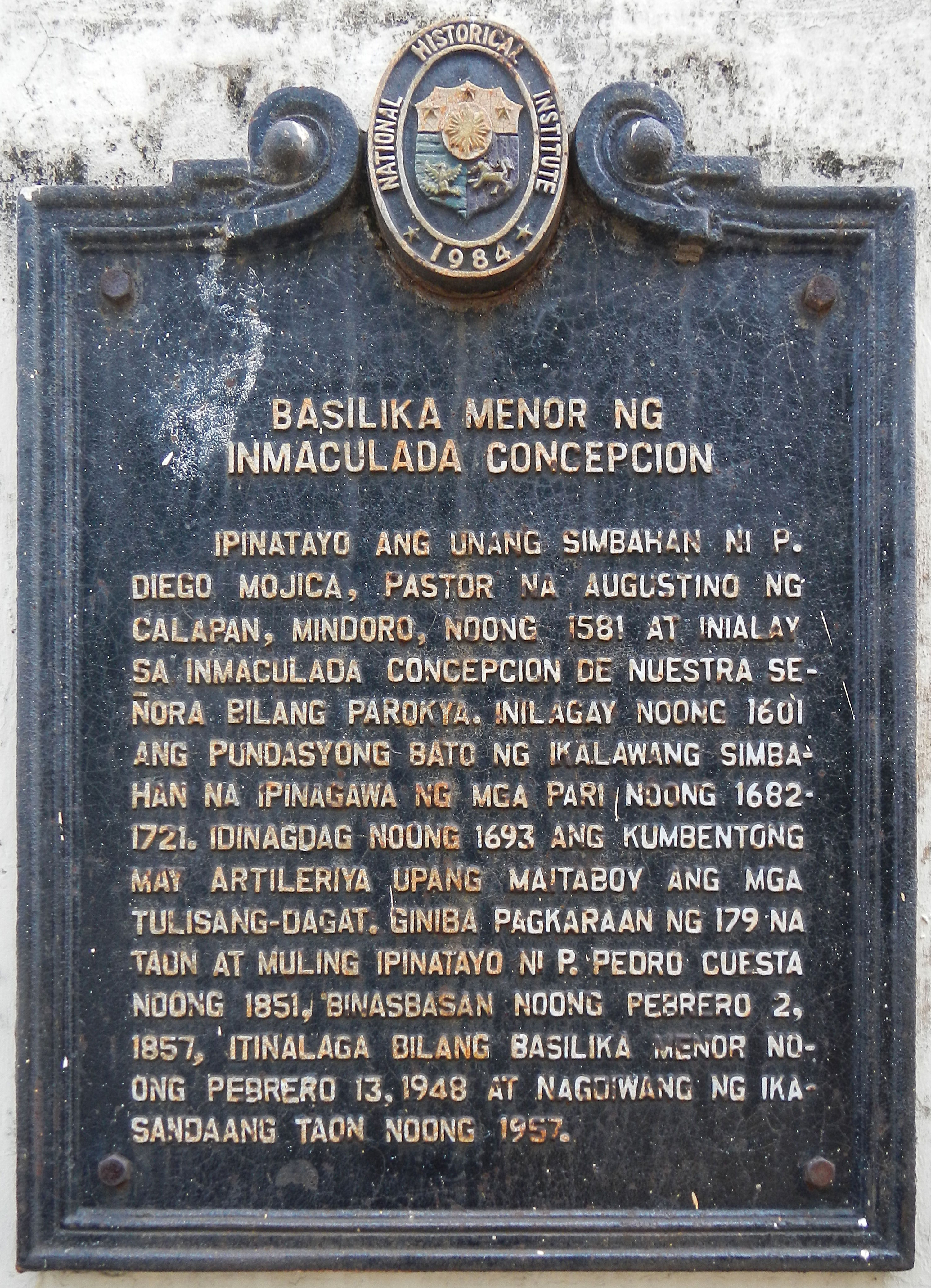
Gedenktafel

Eine erste einfache  Kirche soll 1581 gebaut worden sein. Sie wurde bereits mit dem Patrozinium der Unbefleckten Empfängnis geführt. Die Kirche fiel 1615 einem Stadtbrand zum Opfer. Jose Rodriguez begann 1682 mit dem Bau einer ersten steinernen Kirche. Das Hauptschiff wurde bald fertig gestellt. Das Querschiff aus Kalkstein wurde 1706 vollendet, 1721 wurde die Kirche gesegnet. Doch bereits 1747 brannte die Kirche nach einem Blitz erneut aus und wurde dann 1756 repariert.

## Basilika
Unter Pedro Cuesta wurde die bestehende Kirche niedergelegt, um für die wachsende Bevölkerung einen größeren Neubau zu errichten, der 1851 an der gleichen Stelle begonnen wurde. Am 2. Februar 1857 wurde die Kirche fertiggestellt. Die einschiffige Kirche mit einem kurzen Querschiff hat bei einer Breite von 14 Metern eine Länge von über 70 Metern. Über der Vierung thront eine Kuppel. In der Apsis steht der Altar auf einer Empore, die Marienstatue des Altars wird von einem säulengetragenen Baldachin überdacht. Die Apsiskalotte ist mit einem Fresko ausgemalt.
Nach Beschädigungen durch das Erdbeben von 1863 wurde die Kirche repariert und mit Mauern und Stützpfeilern verstärkt. Parallel existierte ein Kloster, das zeitweise als Schulgebäude genutzt wurde. Die Kirche wurde mehrmals restauriert. Die zweite und dritte Etage des seitlichen Glockenturms wurde 1934 fertiggestellt. 1936 wurden die Fenster verändert und 23 Kronleuchter hinzugefügt. Die Fassade brach während des Erdbebens vom 8. April 1942 zusammen und wurde zwischen 1945 und 1946 repariert. Am 13. Februar 1948 erhielt die Kirche durch Papst Pius XII. den Rang einer Basilica minor verliehen. Im Jahr 1954 wurde die Fassade bei einer Restaurierung neu gestrichen. Das Äußere wurde verschönert und die Fresken anlässlich der Hundertjahrfeier retuschiert.